# Adis Škaljo
Adis Škaljo (Zenica, 30 januari 1982) is een Bosnische zanger en muzikant.

## Biografie
Adis Škaljo werd begin 1982 in Zenica - toen nog gelegen in Joegoslavië - geboren.
Škaljo is momenteel de leadzanger van de, uit Sarajevo afkomstige, band Pulse. Voorheen zong hij ook al in de bands Valentino en Nebo iznad krajolika. Hij bespeelde ook acht jaar lang het keyboard in de band Unplugged Plug.
Verder heeft hij al opgetreden met tal van bekende artiesten en bands uit Bosnië en Herzegovina. Enkele voorbeelden hiervan zijn: Samir Mujagić, Fazla en Halid Bešlić.
In mei 2015 won hij Zvijezda možeš biti ti, een tv-wedstrijd van Hayat TV.
In oktober 2015 werd hij uitgekozen om Bosnië en Herzegovina te vertegenwoordigen op het Türkvizyonsongfestival 2015. Bosnië en Herzegovina eindigde het festival op een 12de plaats.
2013: Emir & Frozen Camels feat. Mirza · 
2014: Mensur Salkić · 
2015: Adis Škaljo · 
2020: Armin Muzaferija